# William George Beattie
William George Beattie (2 de diciembre de 1841 - 28 de mayo de 1918) fue un ingeniero mecánico diseñador de locomotoras británico, vinculado al Ferrocarril de Londres y del Suroeste.

## Semblanza
Beattie nació en Lambeth, Londres, hijo de Joseph Hamilton Beattie. Comenzó a trabajar en el Ferrocarril de Londres y del Suroeste en 1862 como dibujante en los Talleres de Locomotoras de Nine Elms. Tras la muerte en 1871 de su padre, fue su sucesor en el cargo de ingeniero de locomotoras del LSWR. Sin embargo, no tuvo éxito en este puesto y se vio obligado a dimitir en 1878.